# كاندي كارسون
كاندي كارسون (بالإنجليزية: Candy Carson)‏ هي كاتِبة أمريكية، ولدت في 19 أغسطس 1953 في ديترويت في الولايات المتحدة.